# Trichogorgia viola
Trichogorgia viola is een zachte koraalsoort uit de familie Plexauridae. De koraalsoort komt uit het geslacht Trichogorgia. De wetenschappelijke naam van de soort werd in 1936 gepubliceerd door Elisabeth Deichmann.